# Васил Стус
Васил Стус (на украински: Васи́ль Семе́нович Стус) e украински писател и дисидент.

## Биография
Роден е през 1938 г. в село Рахнивка, Виницка област. През 1940 г. родителите му се преместват в град Донецк (тогава Сталино), където през 1959 г. Стус завършва Сталинския педагогически институт, специалност „Украински език и литература“. През същата година печата първите си стихове във вестник „Литературная газета“. През следващите няколко години служи в армията, работи като учител и като литературен редактор в донецкия вестник „Социалистический Донбас“, негови стихове излизат в различни списания. През 1963 г. постъпва като аспирант в Института по литература на Академията на науките на УССР в специалността „Теория на литературата“.
През септември 1965 г. в киевския кинотеатър „Украина“ прави протестно изказване по повод репресии срещу украинската интелигенция. Аспирантурата му е прекъсната с формулировката „за систематично нарушаване нормите на поведение на аспирантите и сътрудниците на научното учреждение“. Престават да го публикуват, но той не спира да пише стихове, есета, литературоведски изследвания и преводи. За няколко години подготвя три книги със стихове, едната от които - „Зимни дървета“ - излиза през 1971 г. в Брюксел. Работи като строител, огняр, в отдел за техническа информация на проектно-конструкторско бюро. През януари 1972 г. е арестуван от КГБ и осъден на 5 години лагер строг режим и 3 години изселване за това, че „систематично е изготвял, съхранявал и разпространявал антисъветски клеветнически документи, опорочаващи съветския държавен и обществен строй, а също така се е занимавал с антисъветска агитация в устна форма“. През 1977 г. зад граница излиза книгата му „Свещ в свещника“. През 1978 г. - с препоръката на Хайнрих Бьол - е приет в Международния ПЕН клуб, а през 1979 г. - след завръщането си в Киев - влиза в Украинската Хелзинкска група. Работи в металургичен и обущарски завод, активно се занимава с правозащитна дейност. Става известен зад граница, превеждат негови стихове на английски, немски и испански език.
През май 1980 г. е арестуван за втори път и като „крайно опасен рецидивист“ е осъден на 10 години лагер строг режим и 5 години изселване и е пратен в концелагера Перм-36. На Запад излиза от печат неговата „Лагерна тетрадка“ и през цялата 1983 г. Стус е затворен в единична килия, в която усилено пише, както през всичките лагерни години и превежда от английски, немски и френски език. Над 300 стихотворения и още толкова преводи трябва да влязат в новата му книга „Птицата на душата“, но са конфискувани от лагерните власти.
Номиниран е за Нобелова награда (1985). В края на август същата година отново се озовава в карцера. В знак на протест обявява „суха“ гладна стачка. Умира през нощта на 3 срещу 4 септември 1985 г. в карцера на лагера с особено строг режим ВС-389/36 в Пермска област.
През 1989 г. тленните му останки са пренесени в Киев. 
През 1991 г. стихосбирката му „Пътят на болката“ - първата, излязла в Украйна, получава Националната награда „Т.Г. Шевченко“, а в началото на 90-те години творчеството му е включено в училищната програма по украинска литература. През 2005 г. е награден посмъртно с орден „Герой на Украйна“. Неговото име носи Донецкият национален университет.

## Творчество
- Вихър.   1965.
- Зимни дървета.   1971.
- Веселото гробище.   1971.
- Свещ в свещника.   1977.
- Лагерна тетрадка.   1983.
- Птицата на душата.
- Пътят на болката.

## За него
- Сергий Дзюба, Артемий Кирсанов. Забранен. Животът и мъченичеството на един поет. София: Фама, 223 с.